# 5349 Paulharris
5349 Paulharris eller 1988 RA är en asteroid i huvudbältet som upptäcktes 7 september 1988 av den amerikanske astronomen Eleanor F. Helin vid Palomar-observatoriet. Den är uppkallad efter den amerikanske advokaten Paul Harris.